# Ouzoum
Ouzoum (wym. [uzu]; lub Ouzom wym. [uzõ]) – rzeka w południowo-zachodniej Francji o długości 33,3 km i powierzchni dorzecza 163 km². Rzeka wypływa z Cirque du Litor, położonego u podnóża góry Cap d’Ouzoum. Przepływa przez Dolinę Ouzoum. Wpada do rzeki Gave de Pau w miejscowości Igon w departamencie Pireneje Atlantyckie.

## Głównedopływy
lewe: Laussié.
prawe: Aygue Nègre.

## Ważniejsze miejscowości
Arbéost, Ferrières, Béost, Louvie-Soubiron, Louvie-Juzon, Arthez-d’Asson, Igon